# New Maryland—Sunbury
Circonscription électorale provinciale du Canada
New Maryland—Sunbury (anciennement New Maryland et New Maryland—Sunbury-Ouest ((en) New Maryland—Sunbury West)) est une ancienne circonscription électorale provinciale du Nouveau-Brunswick, au Canada. Elle est représentée à l'Assemblée législative de 1995 à 2024.

## Géographie
La circonscription comprend :
- les villages de New Maryland, Fredericton Junction et de Tracy.

## Liste des députés
| Législature | Années    | Député    | Député         | Parti                     |
| --- | --------- | --------- | -------------- | ------------------------- |
| New Maryland Circonscription issue de Sunbury, York-Sud, Queens-Sud et Charlotte-Fundy                                                         |           |           |                |                           |
| 53e | 1995-1999 |           | Joan Kingston  | Libéral                   |
| 54e | 1999-2003 |           | Keith Ashfield | Progressiste-conservateur |
| 55e | 2003-2006 |           | Keith Ashfield | Progressiste-conservateur |
| New Maryland—Sunbury-Ouest |           |           |                |                           |
| 56e | 2006-2008 |           | Keith Ashfield | Progressiste-conservateur |
| 56e | 2008-2010 | Jack Carr |                | Progressiste-conservateur |
| 57e | 2010-2014 | Jack Carr |                | Progressiste-conservateur |
| New Maryland—Sunbury |           |           |                |                           |
| 58e | 2014-2018 |           | Jeff Carr      | Progressiste-conservateur |
| 59e | 2018-2020 |           | Jeff Carr      | Progressiste-conservateur |
| 60e | 2020-2024 |           | Jeff Carr      | Progressiste-conservateur |
| Dissoute dans Hanwell-New Maryland, Fredericton-Lincoln, Oromocto-Sunbury, Fundy–Les-Îles–Saint-Jean Lorneville, Sainte-Croix et Carleton-York |           |           |                |                           |

- Le député Keith Ashfield démissionne de son poste de député pour devenir député fédérale conservateur lors des élections fédérales de 2008.